# Zuzanna Magdziak
Zuzanna Magdziak – polska inżynier,  dr hab. nauk leśnych, profesor uczelni Katedry Chemii Wydziału Leśnego i Technologii Uniwersytetu Przyrodniczego w Poznaniu.

## Życiorys
19 września 2011 obroniła pracę doktorską Rola wybranych kwasów organicznych oraz makroelementów obecnych w ryzosferze w akumulacji metali ciężkich przez wierzbę wiciową (Salix viminalis L.), 7 grudnia 2018 habilitowała się na podstawie pracy zatytułowanej Kwasy organiczne w ryzosferze, organach roślin drzewiastych oraz owocnikach grzybów, jako odpowiedź na obecność pierwiastków śladowych w podłożu. Została zatrudniona na stanowisku adiunkta w Katedrze Chemii na Wydziale Technologii Drewna Uniwersytetu Przyrodniczego w Poznaniu.
Jest profesorem uczelni Katedry Chemii Wydziału Leśnego i Technologii Uniwersytetu Przyrodniczego w Poznaniu.